# Вужо
Вужо́ (фр. Vougeot) — коммуна во Франции, находится в регионе Бургундия. Департамент коммуны — Кот-д’Ор. Входит в состав кантона Нюи-Сен-Жорж. Округ коммуны — Бон.
Код INSEE коммуны — 21716.

## Население
Население коммуны на 2010 год составляло 191 человек.
| 1962 | 1968 | 1975 | 1982 | 1990 | 1999 | 2010 |
| ---- | ---- | ---- | ---- | ---- | ---- | ---- |
| 170  | 164  | 178  | 197  | 176  | 187  | 191  |

## Экономика
В 2010 году среди 124 человек трудоспособного возраста (15—64 лет) 92 были экономически активными, 32 — неактивными (показатель активности — 74,2 %, в 1999 году было 80,2 %). Из 92 активных жителей работали 87 человек (49 мужчин и 38 женщин), безработных было 5 (2 мужчин и 3 женщины). Среди 32 неактивных 11 человек были учениками или студентами, 14 — пенсионерами, 7 были неактивными по другим причинам.